# Waldorfsalat

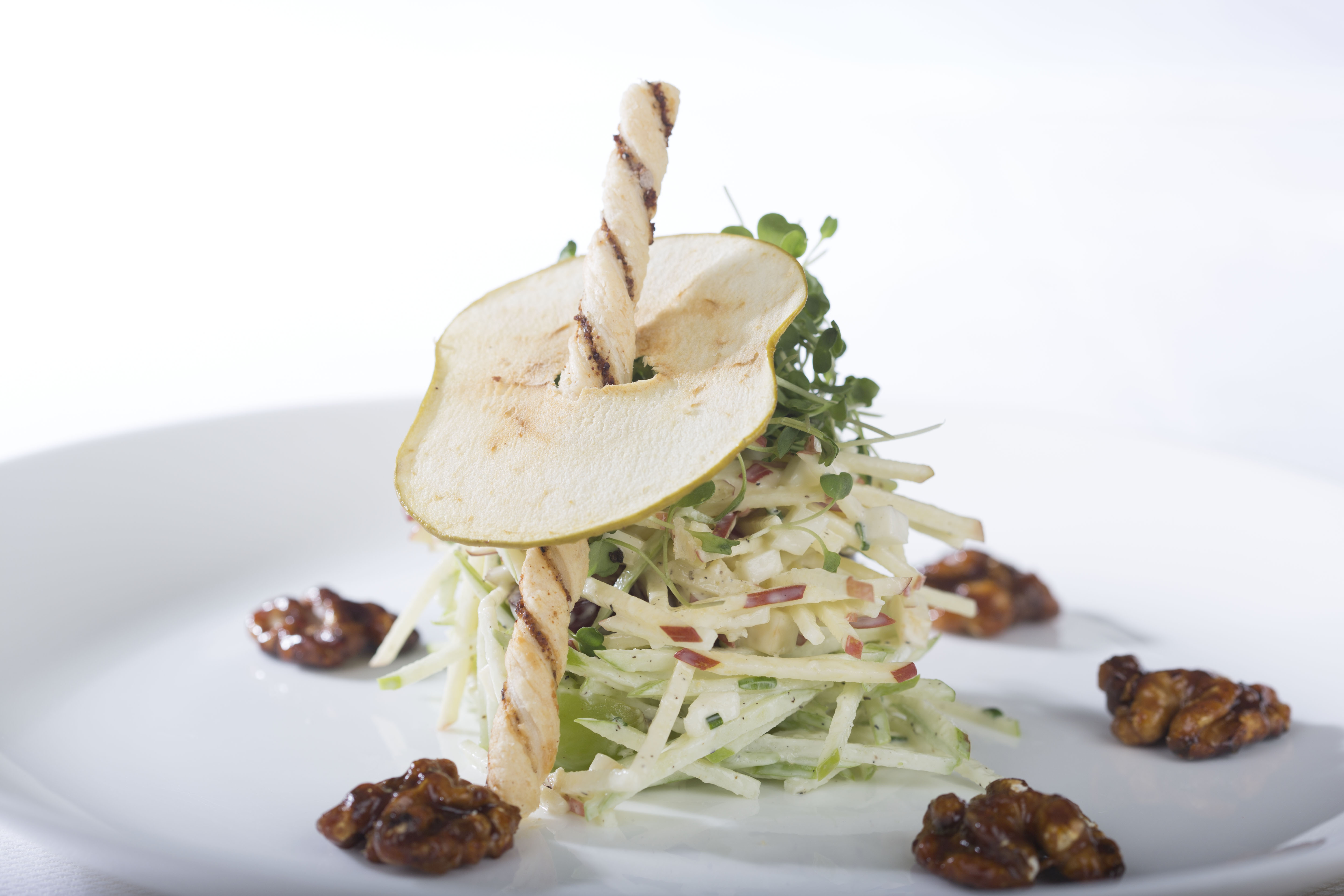
Waldorfsalat

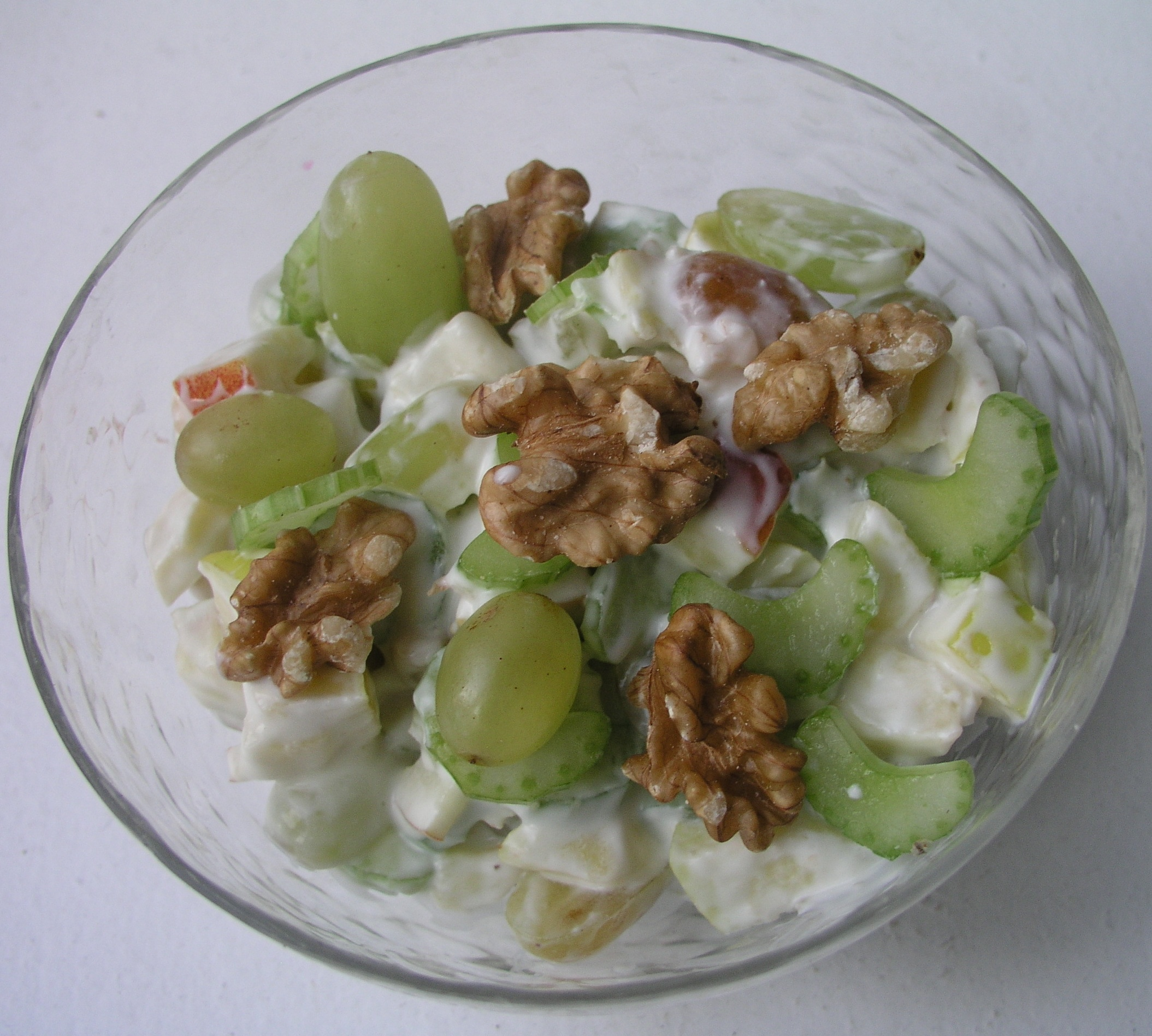
Waldorfsalat mit Staudensellerie

Waldorfsalat (auch Waldorf-Salat) ist ein amerikanischer Salat aus Äpfeln und Stauden- oder Knollensellerie. Beides wird roh in feine Streifen (Julienne) oder Würfel geschnitten und mit etwas Zitronensaft mariniert. Sie werden dann mit gehackten Walnusskernen vermengt und mit Mayonnaise oder Mayonnaisesauce mit Sahne (Sauce Chantilly) angemacht. Manche Rezepte geben säuerliche Äpfel oder blanchierte Würfel von der Sellerieknolle an. Wird der Waldorfsalat mit anderen Zutaten variiert, wird auch die Bezeichnung angepasst: Waldorfsalat mit Ananas, Waldorfsalat mit Datteln usw.
Der Waldorfsalat wurde Ende des 19. Jahrhunderts in New York City im Hotel Waldorf, dem Vorläufer des Hotels Waldorf Astoria, kreiert. Walnüsse sind erst seit den 1920er Jahren Teil des Salats. Heute gehört die Version mit Walnüssen zu den Klassikern der Salatküche. Das Waldorf-Astoria wiederum wurde von William Waldorf Astor und John Jacob Astor IV gegründet, Nachfahren des aus Walldorf (Baden) stammenden deutschen Auswanderers Johann Jakob Astor, was zugleich auch den Namen von Hotel und Salat erklärt. 1896 erschien das Rezept für Waldorfsalat im Kochbuch The Cook Book by Oscar of the Waldorf von Oscar Tschirky, der zu dieser Zeit Maître d’hôtel bei Waldorf war. In diesem Originalrezept wird klein geschnittener Staudensellerie verwendet.
Industriell wird Waldorfsalat üblicherweise unter Verwendung von Salatmayonnaise (max. 25 %, Richtwert 20 %), Haselnüssen (min. 8 %, Richtwert 10 %), Ananas und Mandarinen (max. 10 % zusammen) sowie Apfel und Sellerie zu gleichen Teilen hergestellt.